# Blue Christmas
"Blue Christmas" ("Navidad triste") es una canción navideña escrita por Billy Hayes y Jay W. Johnson y más popularmente conocida a través de la versión de Elvis Presley,  aunque fue grabada por primera vez por Doye O'Dell en 1948. Es una historia de amor no correspondido durante las vacaciones de Navidad y es un elemento característico básico de larga data de Música navideña, especialmente en el género country. 
Blue Christmas forma parte del  Elvis' Christmas Album, el álbum navideño más vendido en los Estados Unidos en la historia de la música grabada, con más de 10.000.000 de discos vendidos y certificado por la RIAA como disco de diamante.

## Historia
La canción fue grabada originalmente por Doye O'Dell en 1948  y se popularizó al año siguiente en tres grabaciones distintas: una la del artista country Ernest Tubb, otra del director musical y arreglista Hugo Winterhalter y su orquesta y coro, y otra del líder de la banda Russ Morgan y su orquesta (esta última con la voz principal de Morgan y coros de cantantes acreditados como The Morganaires).
La versión de Tubb pasó la primera semana de enero de 1950 en el puesto # 1 en la lista del Billboard Most Played on Juke Box (Country & Western)  de la revista Billboard, mientras que la versión de Winterhalter alcanzó el puesto # 9 en la lista de discos Most Played by Disk Jockeys de Billboard, y la versión de Morgan. alcanzó el puesto 11 en la lista de sencillos pop más vendidos de Billboard.
Tanto la versión de Morgan como la de Winterhalter presentaban una edición pop más corta de la letra original. Asimismo en 1950, el cantante Billy Eckstine grabó su interpretación, respaldada por la orquesta de Russ Case.
Elvis Presley grabó la canción en el estudio Radio Recorders de Hollywood, California, el 5 de septiembre de 1957 la cual sería incluida en su primer álbum navideño, Elvis' Christmas Album editado ese mismo año. La toma # 3 de esa sesión, fue la que se utilizó para el máster tanto del álbum como de un sencillo que se lanzaría al mercado con Wooden Heart en su cara B.
En el Reino Unido, el tema alcanzó el puesto # 11 en el UK Singles Chart. En 1965 se editó nuevamente en formato sencillo conjuntamente con Santa Claus Is Back in Town alcanzando el puesto # 4 de los sencillos navideños del Billboard Top Christmas Sellers.
En 1968 durante el especial de televisión de la NBC, Elvis interpretó "Blue Christmas" dentro de un segmento acústico o jam session improvisada, la cual resultaría el modelo para los futuros conciertos televisados, conocidos como MTV unplugged. La idea original de Tom Parker, el mánager de Elvis, era la de que el cantante hiciera un show con villancicos debido a que iba a televisarse durante las vacaciones navideñas, pero el productor del programa en coordinación con Presley, pensaron en darle al evento un estilo diametralmente diferente y "Blue Christmas" fue la única canción de Navidad que Elvis cantó, independientemente de si había pensado en interpretar alguna otra más.
El 5 de enero de 2019 la canción entró al Billboard Hot 100 alcanzando el puesto # 40. En diciembre de 2023  la British Phonographic Industry le otorgó a la  Elvis Presley Enterprise un disco de platino por haber registrado desde 2004 a esa fecha, ventas del álbum que ya superaban las 600.000 unidades 
La banda californiana The Beach Boys interpretó su versión del tema, la que se incluyó en su álbum The Beach Boys Christmas Album.

## Letra
La letra hace referencia a un amor no correspondido del protagonista, el cual manifiesta que tendrá una Navidad triste sin su presencia y que las decoraciones en color rojo de su verde árbol de Navidad no serán lo mismo si no está junto a él. Por otra parte alega que será cuando los copos de nieve comiencen a caer, que emergerán los tristes recuerdos y que mientras ella se encuentre pasándola bien con su blanca Navidad, él tendrá en cambio una triste velada.

## Músicos

### Versión original de Elvis Presley de 1957
- Elvis Presley – voz principal y guitarra rítmica acústica
- Scotty Moore – guitarra líder
- Bill Black – contrabajo
- D. J. Fontana – batería
- Dudley Brooks – piano
- The Jordanaires – coros
- Millie Kirkham – coros

### Versión de 1968 del especial televisivo de la NBC
- Elvis Presley – voz principal y guitarra rítmica eléctrica
- Scotty Moore – guitarra rítmica acústica
- Charlie Hodge – coros y guitarra rítmica acústica
- D. J. Fontana – percusión
- Alan Fortas – percusión
- Lance LeGault – pandero

## Listas
| Listas (1964–2024)                    | Posición alcanzada |
| ------------------------------------- | ------------------ |
| Australia (ARIA)                      | 42                 |
| Austria (Ö3 Austria Top 40)           | 70                 |
| Canadá (Canadian Hot 100)             | 14                 |
| France (SNEP)                         | 154                |
| Alemania (Offizielle Deutsche Charts) | 95                 |
| Global 200 (Billboard)                | 26                 |
| Greece International (IFPI)           | 39                 |
| Hungría (Stream Top 40)               | 24                 |
| Irlanda (IRMA)                        | 38                 |
| Italy (FIMI)                          | 77                 |
| Lithuania (AGATA)                     | 53                 |
| Países Bajos (Mega Single Top 100)    | 29                 |
| New Zealand (Recorded Music NZ)       | 40                 |
| Norway (VG-lista)                     | 38                 |
| Portugal (AFP)                        | 47                 |
| España (Top 100 Canciones)            | 86                 |
| Suecia (Sverigetopplistan)            | 25                 |
| Suiza (Schweizer Hitparade)           | 41                 |
| Reino Unido (UK Singles Chart)        | 11                 |
| US Christmas Singles (Billboard)      | 1                  |
| Estados Unidos (Billboard Hot 100)    | 18                 |
| Estados Unidos (Hot Country Songs)    | 55                 |
| US Holiday 100 (Billboard)            | 12                 |
| US Rolling Stone Top 100              | 14                 |

## Certificaciones
| Región                    | Certificación    |
| ------------------------- | ---------------- |
| Australia                 | Disco de oro     |
| Dinamarca                 | Disco de oro     |
| Reino Unidos (Desde 2004) | Disco de platino |
| Estados Unidos            | Disco de platino |